# ДТМ—Істанбул-Фуар-Меркезі (станція метро)
40°59′12″ пн. ш. 28°49′42″ сх. д. / 40.98667° пн. ш. 28.82833° сх. д.
ДТМ—Істанбу́л-Фуа́р-Меркезі́ (тур. DTM—İstanbul Fuar Merkezi) — станція лінії М1А Стамбульського метрополітену. Відкрита 20 грудня 2002 року.
Розташована у Бакиркей, вихід до Стамбульського світового торговельного центру
Конструкція — естакадна станція з однією острівною платформою.
Через проведення робіт (на лютий 2022) із збільшення пропускної здатності лінії М1ᴀ роботу станції тимчасово призупинено.